# نبات عطري
النبات العطري هو نبات تحتوي خلاياه على زيوت عطرية. تستخدم هذه النباتات في أغراض عديدة مثل الأكل (وبخاصة في السلطات) أو لصناعة العطور أو لأغراض الاستشفاء.

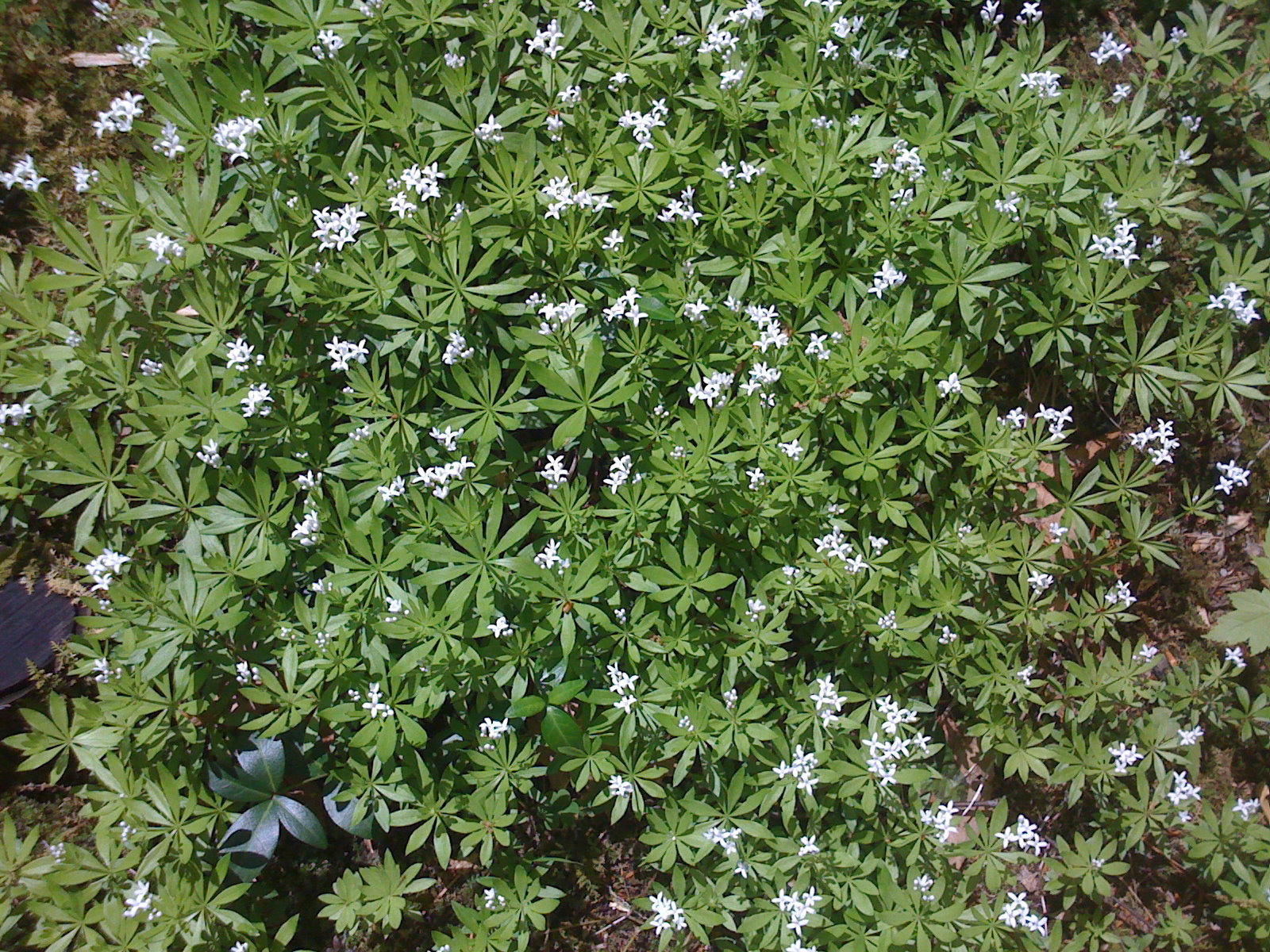
الجويسئة العطرة

## من أمثلة النباتات العطرية
الجوري، الريحان، الياسمين، الحناء، القرنفل، الأوركيد، شجرة النيم، الفل، واكليل الجبل

## ما يستعمل للأكل
- إكليل الجبل
- النعناع
- البقدونس
- البقدونس البري الياباني
- الزعتر
- الزعتر النابلسي
- الكزبرة
- الشار
- الدوش

## ما يستعمل لصناعة العطور أو لرائحته الفواحة
- البنفسج
- الياسمين
- القرنفل
- البعيثران
- الكادي

## ما يستعمل في أغراض طبية
- المريمية
- النعناع الفلفلي

## ما يستعمل كمنكه
- الجويسئة العطرة